# Akin Akingbala
Akinlolu Akinayi Akingbala (Lagos, 25 marzo 1983) è un ex cestista nigeriano.

## Carriera
Acquistato da Brindisi in agosto 2013, viene tagliato a settembre causa scarsa condizione fisica data da quasi un anno di inattività.

## Statistiche

### College
| Anno      | Squadra        | PG  | PT | MP   | TC%  | 3P%  | TL%  | RP  | AP  | PRP | SP  | PP   |
| --------- | -------------- | --- | -- | ---- | ---- | ---- | ---- | --- | --- | --- | --- | ---- |
| 2002-2003 | Clemson Tigers | 13  | 0  | 5,0  | 66,7 | -    | 40,0 | 1,3 | 0,2 | 0,0 | 0,2 | 1,1  |
| 2003-2004 | Clemson Tigers | 28  | 4  | 17,5 | 60,6 | -    | 50,0 | 4,6 | 0,3 | 0,6 | 0,7 | 4,8  |
| 2004-2005 | Clemson Tigers | 32  | 13 | 15,3 | 59,3 | 0,0  | 52,0 | 4,1 | 0,7 | 0,7 | 0,9 | 5,8  |
| 2005-2006 | Clemson Tigers | 32  | 32 | 27,4 | 57,6 | 100  | 55,6 | 8,2 | 0,8 | 1,0 | 1,3 | 12,1 |
| Carriera  | Carriera       | 105 | 49 | 18,3 | 58,8 | 50,0 | 53,5 | 5,1 | 0,6 | 0,7 | 0,9 | 6,9  |

### Eurolega
| Anno      | Squadra  | PG | PT | MP   | TC%  | 3P% | TL%  | RP  | AP  | PRP | SP  | PP   |
| --------- | -------- | -- | -- | ---- | ---- | --- | ---- | --- | --- | --- | --- | ---- |
| 2008-2009 | Nancy    | 2  | 0  | 18,1 | 63,6 | -   | 40,0 | 4,0 | 0,0 | 0,5 | 1,5 | 8,0  |
| 2011-2012 | Nancy    | 8  | 8  | 29,6 | 56,9 | 0,0 | 43,8 | 6,9 | 0,5 | 1,2 | 1,0 | 12,0 |
| Carriera  | Carriera | 10 | 8  | 27,3 | 57,8 | 0,0 | 43,2 | 6,3 | 0,4 | 1,1 | 1,1 | 11,2 |

## Palmarès
- Campionato francese: 1

Nancy: 2010-2011
- Match des Champions: 1

Nancy: 2011